# Sonic Rivals
Sonic Rivals jest grą z serii Sonic the Hedgehog, developerem jest Backbone Entertainment. Wydana tylko na PlayStation Portable jako pierwsza z serii Sonic the Hedgehog.